# Aleksandrowo (powiat bydgoski)
Aleksandrowo – wieś w Polsce, położona w województwie kujawsko-pomorskim, w powiecie bydgoskim, w gminie Dobrcz. Należy do sołectwa Borówno.

## Podział administracyjny
W latach 1975–1998 miejscowość należała administracyjnie do województwa bydgoskiego.